# Platystele acicularis
Platystele acicularis är en orkidéart som beskrevs av Carlyle August Luer och Alexander Charles Hirtz. Platystele acicularis ingår i släktet Platystele och familjen orkidéer.
Artens utbredningsområde är Ecuador. Inga underarter finns listade i Catalogue of Life.